# Папа Климент VIII
Папа Климент VIII (лат. Clemens VIII; Фано, 24. фебруар 1536 — Рим, 3. март 1605) је био 231. папа од 30. јануара 1592. до 3. марта 1605.
У његово време организована је Света лига папе Климента VIII.